# Harald V.
Harald V. (Skagum u blizini Osla, 21. veljače, 1937.), trenutni kralj Norveške (od 1991.) iz dinastije Schleswig-Holstein-Sonderburg-Glücksburg, mlađeg ogranka dinastije Oldenburg. 
Najranije djetinjstvo obilježio mu je Drugi svjetski rat i invazija nacističke Njemačke na njegovu zemlju. Kralj Olav V. i njegova obitelj pobjegla je prvo u Švedsku, a onda u Finsku, odakle su mu majka i dvije sestre otišle u SAD, a on i otac u London. Nakon pobjede Saveznika nad nacistima 1945. godine, vratili su se u domovinu. 
Prvi princ rođen na norveškom tlu od Olava IV. 1370. godine, bio je prvi pripadnik kraljevske krvi koji je pohađao javnu školu. Nakon toga ide u srednju školu, a onda na fakultet gdje studira ekonomiju, politiku i povijest. Završio je vojnu akademiju. 1968. oženio je pučanku, koja je danas kraljica Sonja. Kraljevski par ima dvoje djece, princezu Marthu-Louise, i prijestolonasljednika Haakona.
Kralj je poglavar Norveške Crkve. Dobio je niz prestižnih priznanja i doktorata. Njegov sin bio je regent dosad dva puta, kada je kralj Harald išao na operaciju raka mjehura i operaciju srca, kada mu je ugrađena premosnica.
Na vlasti je od 17. siječnja 1991. kada je naslijedio oca. U Zagrebu 2011. godine Predsjednik Hrvatske Ivo Josipović odlikovao ga je Veleredom kralja Tomislava s lentom i Velikom Danicom najvišim odlikovanjem Republike Hrvatske.

## Vanjske poveznice
- Službene stranice Norveške Kraljevske obitelji

|  | Zajednički poslužitelj ima još gradiva o temi Harald V. |

| Prethodnik:           | norveški kralj (1991.-...) | Nasljednik: |
| Olaf V. (1957.-1991.) | norveški kralj (1991.-...) | ...         |